# Dziura pod Zawaliskiem

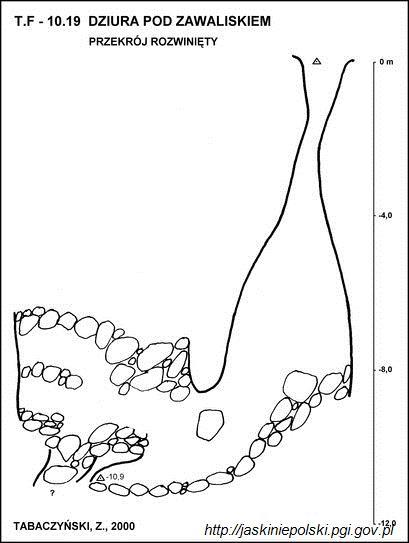
Przekrój jaskini

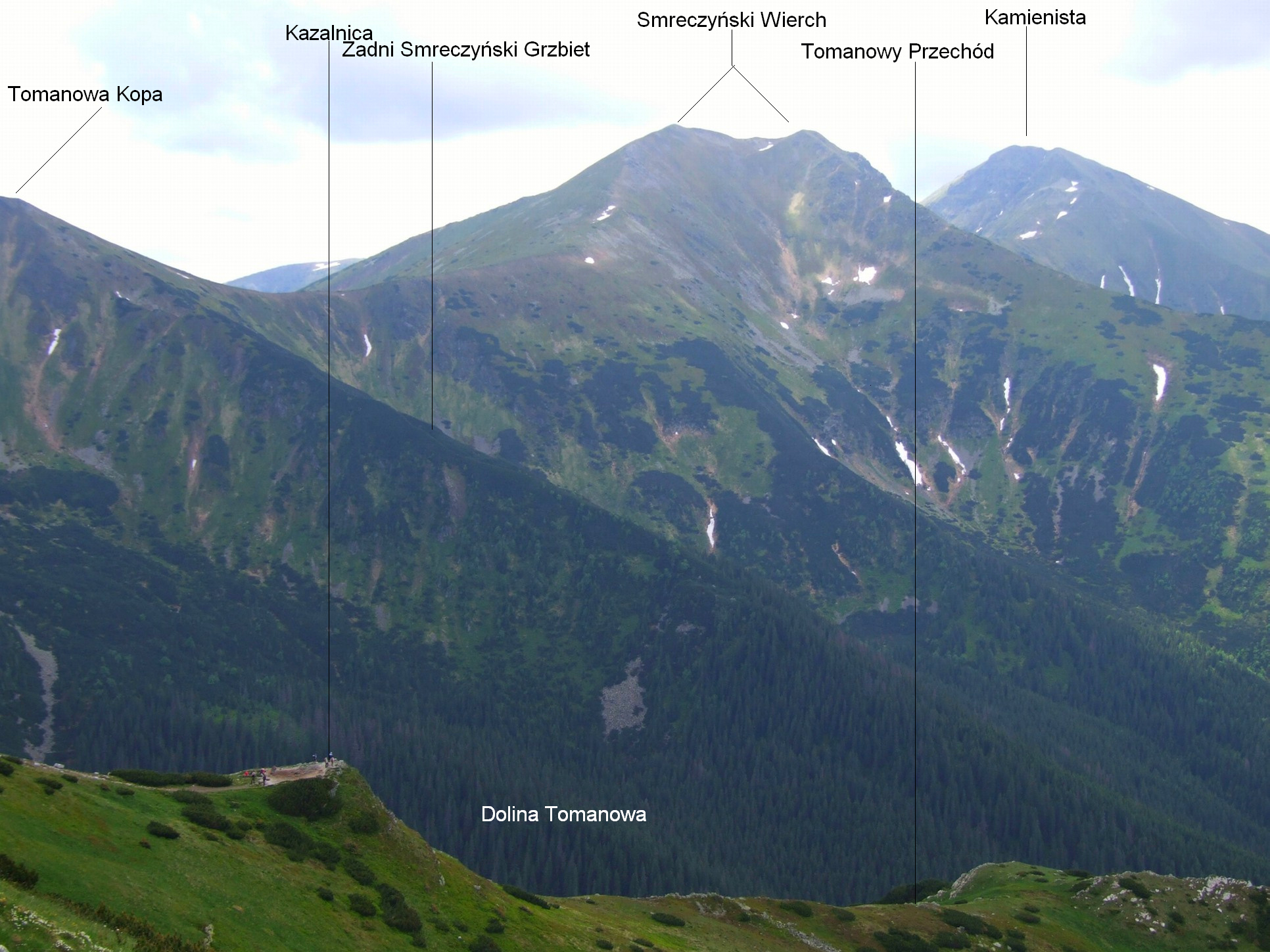
Tomanowy Grzbiet. Na pierwszym planie Kazalnica

Dziura pod Zawaliskiem – jaskinia w Dolinie Kościeliskiej w Tatrach Zachodnich. Wejście do niej znajduje się nad Wąwozem Kraków, w Tomanowym Grzbiecie, ponad skałkami wznoszącymi się nad Kazalnicą, na wysokości 1800 m n.p.m. Długość jaskini wynosi 21 metrów, a jej deniwelacja 11 metrów.

## Opis jaskini
Główny ciąg jaskini to stromo opadający, od otworu wejściowego, korytarz kończący się 6-metrową studzienką. Z jej dna odchodzą:
- w prawo dwumetrowy korytarzyk.
- na wprost, za prożkiem, niski korytarzyk, którym dochodzi się do zawaliska w stropie. W zawalisku znajduje się niewielka salka.

## Przyroda
W jaskini występuje silny przepływ powietrza, co najlepiej widać w zimie kiedy powoduje on wytopienie śniegu przy otworze.

## Historia odkryć
Jaskinia była prawdopodobnie znana od dawna, jednak brak jest o niej jakichkolwiek wzmianek w literaturze.
11 listopada 2000 roku P. Gruszka i Z. Tabaczyński wykonali pomiary jaskini.